# SexPrivé
SexPrivé, conhecido anteriormente como SexPrivé Brasileirinhas, é um canal de televisão por assinatura pornográfico da rede Bandeirantes.

## Histórico
O canal estreou em 15 de setembro de 2008 na rede Sky, com o nome de SexPrivé Brasileirinhas. O canal está sob responsabilidade da Newco Pay TV. Ele é uma parceria entre o Grupo Band e a Fallms International, dona da Brasileirinhas. O canal foi criado após o sucesso do canal Sexy Hot, da Globosat. Em 1 de fevereiro de 2009, o canal estreou na TVA.

## Programação
Em sua estreia, o canal exibia material 90% brasileiro, com o restante sendo licenciado pela Buttman. Além da pronografia, o canal também exibia os extras dos filmes das Brasileirinhas e o programa "Sex Daily", que trazia notícias e curiosidades sobre pornografia.
Em outubro de 2019, o SexPrivé lançou em seu canal do YouTube "Rapidinha", apresentado por Krishna Mahon, que desmistifica tabus e traz curiosidades sobre o sexo. Em 8 de maio de 2020, o canal estreou o serviço de streaming SexPrivé Club. Em 14 de maio, a SexPrivé estreou um segmento dentro do Band Coruja, da Band FM. Entre 21 e 24 de fevereiro, o canal exibiu o Carnaval Sexprivé, em coprodução com a Hard Brazil. Em 17 de outubro, em parceria com o canal Band, o canal criou e passou a reprisar o programa SexPrivé Club.
Em fevereiro de 2021, o canal contratou Phil Karv, que assumiu o comando do programa recém-anunciado "Porn Stars", ganhou quadro no SexPrivé Club e ganhou participação no Phodecast. 5 de abril, o canal ganhou seis novas atrações: "Celebridades", "Sessão Gringa", "Porn Stars", "Meu Primeiro Pornô", "Dicas da Maru" e "Maru Karv". Em 18 de agosto, o canal lançou o longa "Mia Linz Confessa", sobre como a atriz pornográfica homônima entrou para a indústria pornográfica para salvar o casamento.